# MV Agusta 125 Bialbero
De MV Agusta 125 Bialbero was een 125 cc fabrieksracer van het Italiaanse merk MV Agusta. 

## Voorgeschiedenis
MV Agusta was een helikopterfabriek die in 1945 begon met de productie van motorfietsen, als hobby van de directeur, graaf Domenico Agusta. Men begon met de in Italië populaire lichte klassen, en de eerste racemotor was een 125 cc tweetakt die een vermogen van 8 pk leverde en een topsnelheid van 115 km/h had. In 1949 leverde de motor ongeveer 10 pk met een topsnelheid van 130 km/h, maar zelfs in de nationale wedstrijden in Italië kon ze geen vuist maken tegen de snelle viertakten van Mondial en Moto Morini. In 1950 trok graaf Agusta de constructeurs Piero Remor en Arturo Magni aan. Die hadden tot dat moment voor Gilera gewerkt en waren verantwoordelijk voor de viercilinder Gilera 500 4C. Remor bracht de blauwdrukken van de Gilera mee, en daar kon MV Agusta bij de ontwikkeling van de MV Agusta 500 4C goed van profiteren, maar de eerste opdracht voor Remor was een 125 cc viertakt te maken.

## Bialbero 125
De naam "Bialbero" betekent "twee nokkenassen". Het was in die tijd al duidelijk dat de lichte modellen twee nokkenassen nodig hadden. Het motorblok MV Agusta Bialbero 125 leek zelfs sprekend op de Benelli 250cc-racer van vóór de Tweede Wereldoorlog. De machine kon de eerste jaren nog niet overtuigen. Ze werd maar weinig ingezet en de ontwikkeling liep ook achter bij die van de concurrentie. In 1951 werd Leslie Graham achtste in het WK, maar hij was alleen gestart in de Ultra-Lightweight TT (uitgevallen) en in de TT van Assen (derde). In 1952 moest Graham zich op de 500cc-klasse concentreren, maar Cecil Sandford moest de 125cc-klasse winnen. Domenico Agusta begreep heel goed dat hij voor het wereldkampioenschap Britse coureurs nodig had, die de Mountain Course op Man en het Clady Circuit in Noord-Ierland kenden. Sandford was nog jong en in WK-races onervaren, maar had al sinds 1948 in Man gereden in de Clubmans Junior TT, de Manx Grand Prix, de Senior TT en de Junior TT. Sandford won de Ultra-Lightweight TT, de TT van Assen en de Ulster Grand Prix en werd derde in Duitsland en Spanje en daarmee ook wereldkampioen. Sandford reed een recordronde op het eiland Man. Zijn machine woog slechts 76 kg en leverde al 15 pk. MV Agusta bouwde ook een 175cc-versie van de Bialbero omdat die klasse in Italië nog steeds erg populair was. In 1953 leverde MV Agusta voor privérijders een eenvoudiger uitvoering van de 125cc-racer, de MV Agusta 125 Monoalbero met slechts één bovenliggende nokkenas. Die machine werd meteen populair, waardoor er bij de Isle of Man TT niet minder dan elf MV's aan de start stonden. Les Graham won op het eiland man de Lightweight 125 cc TT, in de week dat hij in de Senior TT zou verongelukken. Sandford werd slechts derde en de van Mondial overgekomen Carlo Ubbiali viel uit. De tweede plaats was voor Werner Haas met de NSU Rennfox. Haas won ook in Assen, Ulster en Monza en werd wereldkampioen. Sandford en Ubbiali eindigden het seizoen als tweede en derde. MV Agusta won wel, net als in 1952, de constructeurstitel. In 1954 bleef de NSU Rennfox in de handen van Rupert Hollaus onverslaanbaar. Hollaus won de eerste vier GP's en Carlo Ubbiali werd weliswaar tweede in de Lightweight 125 cc TT, maar viel in de Ulster Grand Prix uit. Eigenlijk waren de overige NSU-rijders "HP" Müller en Werner Haas volop punten aan het scoren, maar toen Hollaus tijdens de training van de GP des Nations in Monza dodelijk verongelukte trok NSU haar fabrieksteam voorgoed terug. In Monza werd Ubbiali derde en die vier punten waren voldoende om toch nog tweede in het wereldkampioenschap te worden. Hollaus was bij zijn overlijden al zeker van de wereldtitel. Na het wegvallen van NSU kon MV Agusta de 125cc-klasse in 1955 volledig controleren, want ook concurrent Mondial spande zich niet al te hard meer in voor de wereldtitel. De eerste drie plaatsen in het wereldkampioenschap waren voor MV-rijders: Ubbiali, Taveri en Venturi. Ook in 1956 werd Ubbiali wereldkampioen, maar nu was er voor de overige MV-coureurs toch wat meer concurrentie. Allereerst was daar de nieuwe Gilera 125 GP, waarmee Romolo Ferri regelmatig op het podium kwam, maar ook de Mondial 125 Bialbero met de rijzende ster Tarquinio Provini eindigde het seizoen sterk met een overwinning op Monza. Ferri werd tweede in het WK, Taveri (MV Agusta) werd derde en Provini werd vierde. De Mondial was in 1957 op 18 pk gekomen, maar Ubbiali begon het seizoen goed met een overwinning op de Hockenheimring. De snelste ronde van Mondial-rijder Provini was een teken aan de wand, maar hij moest nog genoegen nemen met de tweede plaats. In de drie volgende GP's (Ultra-Lightweight TT, Dutch TT en GP van België) won Provini. Ubbiali kwam er in de rest van het seizoen nauwelijks meer aan te pas. Door zijn overwinning op Monza kon hij zijn teamgenoot Taveri nog passeren en tweede in het WK worden, maar Provini werd met overmacht wereldkampioen. Het najaar van 1957 zou een keerpunt zijn in het wereldkampioenschap wegrace en dat zou zeer voordelig uitpakken voor MV Agusta. Alle grote Italiaanse merken (Mondial, Moto Guzzi, Gilera én MV Agusta) besloten zich en bloc terug te trekken uit het WK. De kosten van het racen waren enorm en stonden niet in verhouding tot de verkopen. Vooral voor Moto Guzzi en Gilera woog dit zwaar, want zij moesten leven van de motorfietsenverkoop. Mondial kon nog wat verdienen met transportdriewielers en voor Agusta was de motorfietsenproductie nog steeds meer hobby dan beroep. Graaf Agusta telde zijn zegeningen: Het seizoen 1956 was door een tijdelijke diskwalificatie van de meeste Gilera-coureurs een groot succes geworden. Nu ook Mondial én Moto Guzzi de pijp aan Maarten gaven lag de weg naar de wereldtitels wijd open. Hij kwam dan ook terug op zijn besluit en zette de race-activiteiten gewoon voort. In 1958 kon MV Agusta als enig overgebleven topmerk rekenen op alle topcoureurs van dat moment. Het maakte een rolverdeling voor alle klassen: 350- en 500 cc: John Surtees en John Hartle, 250 cc: Tarquinio Provini met hulp van Carlo Ubbiali, 125 cc: Carlo Ubbiali met hulp van Tarquinio Provini. Provini werd dan ook slechts vierde in de 125cc-klasse, maar Ubbiali won vóór de Ducati-rijders Alberto Gandossi en Luigi Taveri. Ducati was vast van plan de spanning in de 125cc-klasse te houden. Daarvoor had Fabio Taglioni een snelle eencilinder viertakt met drie bovenliggende nokkenassen gebouwd. De derde as was nodig voor de desmodromische klepbediening. Het debuut was meteen een succes: de jonge, onbekende rijder Alberto Gandossi werd bijna wereldkampioen. Hij maakte een simpele, maar kostbare val mee in de Ulster Grand Prix. In 1959 was MV Agusta feitelijk zó sterk geworden, dat teamorders geen zin meer hadden. Er zou in elk geval een MV-coureur wereldkampioen worden. Provini won de eerste 125cc-GP, maar daarna won Ubbiali er drie. In Kristianstad won Provini weer. De wereldtitel was toen al binnen voor Ubbiali, en het team reisde niet eens af naar de Ulster Grand Prix. Toch had MV Agusta graag gewonnen in de thuisrace in Monza, maar daar won zeer verrassend Ernst Degner met de MZ RE 125 met tweetaktmotor. Tijdens de Isle of Man TT verscheen een tamelijk amateuristisch team: Honda, dat er zelfs niet op gerekend had dat de wegen op het eiland Man verhard waren... Toch werd hier voor het eerst een punt gescoord door een Japanse motorfiets: Naomi Taniguchi werd zesde. Het wereldkampioenschap wegrace was intussen bijzonder saai geworden: alle soloklassen werden gewonnen door MV Agusta, de zijspanklasse door BMW. Dat veranderde ook niet in 1960, toen Ubbiali zijn achtste en negende werelditel won. De MV Agusta 125 Bialbero leverde nu 20 pk en haalde een topsnelheid van 190 km/h, maar de Honda RC 143 leverde al 23 pk. Het was een tweecilinder die snel doorontwikkeld werd, maar hij was nog steeds langzamer dan de MV Agusta en de MZ RE 125. Toch was 1960 het laatste jaar voor de MV Agusta 125 Bialbero. Ook voor MV Agusta waren de kosten intussen zeer hoog geworden: Er werd veel geld in de 350- en de 500cc-racers gestoken en in 1957 waren er zelfs zescilinders ontwikkeld. Agusta besloot de 125cc-klasse te laten voor wat ze was. In het laatste seizoen werden Ubbiali en Hocking nog eerste en tweede.

### Technische gegevens

#### Motor
De motor was een luchtgekoelde eencilinder viertakt met dubbele bovenliggende nokkenassen (DOHC) die door een tandwieltrein werden aangedreven. De kleppen maakten een onderlinge hoek van 90° en werden gesloten door buitenliggende haarspeldveren. De klepdiameter van het laatste model in 1960 was 34 mm voor de inlaat en 32 mm voor de uitlaat. De boring/slagverhouding bedroeg 53 × 56 mm en de cilinderinhoud was 123,54 cc. Deze maten kwamen overeen met die van de Mondial 125 Bialbero en niet, zoals men zou verwachten, met de Gilera 500 4C. In 1960 bedroeg de compressieverhouding 11:1. De olietank van het dry-sumpsysteem zat aanvankelijk op de conventionele plaats onder de tank, maar verhuisde halverwege de jaren vijftig naar het voorste deel van de benzinetank. De ontsteking werd tot 1954 verzorgd door een magneet, maar vanaf 1955 werd een dubbele bobineontsteking gebruikt, met een tuimelschakelaar om van de ene naar de andere ontsteking over te schakelen. Het vermogen steeg van ca. 12 pk in 1950 naar ca. 20 pk in 1960.

#### Rijwielgedeelte
De MV Agusta had een dubbel wiegframe dat was opgetrokken uit chroommolybdeen buizen met een diameter van 25 × 1,2 mm. Aanvankelijk was er een parallellogramvork en soms een schommelvoorvork in, maar uiteindelijk werd er uitsluitend met een telescoopvork gereden. Achter zat een swingarm met frictiedempers, maar die werden rond 1954 vervangen door normale veer/demperelementen met hydraulische schokdempers. 

#### Aandrijving
Vanaf de krukas werd de meervoudige droge platenkoppeling door tandwielen aangedreven. Er was aanvankelijk een vierversnellingsbak aan boord, maar in 1955 werd dit aantal versnellingen uitgebreid naar zeven. Het achterwiel werd door een ketting aangedreven. 

#### Overzicht
| MV Agusta 125 Bialbero | 1950                              | 1951                              | 1952                              | 1953                              | 1954                                   | 1955                                   | 1956                                   | 1957                                   | 1958                                   | 1959                                   | 1960                                   |
| ---------------------- | --------------------------------- | --------------------------------- | --------------------------------- | --------------------------------- | -------------------------------------- | -------------------------------------- | -------------------------------------- | -------------------------------------- | -------------------------------------- | -------------------------------------- | -------------------------------------- |
| Categorie              | fabrieksracer                     | fabrieksracer                     | fabrieksracer                     | fabrieksracer                     | fabrieksracer                          | fabrieksracer                          | fabrieksracer                          | fabrieksracer                          | fabrieksracer                          | fabrieksracer                          | fabrieksracer                          |
| Motortype              | DOHC                              | DOHC                              | DOHC                              | DOHC                              | DOHC                                   | DOHC                                   | DOHC                                   | DOHC                                   | DOHC                                   | DOHC                                   | DOHC                                   |
| Bouwwijze              | dwarsgeplaatste eencilinder       | dwarsgeplaatste eencilinder       | dwarsgeplaatste eencilinder       | dwarsgeplaatste eencilinder       | dwarsgeplaatste eencilinder            | dwarsgeplaatste eencilinder            | dwarsgeplaatste eencilinder            | dwarsgeplaatste eencilinder            | dwarsgeplaatste eencilinder            | dwarsgeplaatste eencilinder            | dwarsgeplaatste eencilinder            |
| boring                 | 52 mm                             | 52 mm                             | 52 mm                             | 53 mm                             | 53 mm                                  | 53 mm                                  | 53 mm                                  | 53 mm                                  | 53 mm                                  | 53 mm                                  | 53 mm                                  |
| slag                   | 58 mm                             | 58 mm                             | 58 mm                             | 56 mm                             | 56 mm                                  | 56 mm                                  | 56 mm                                  | 56 mm                                  | 56 mm                                  | 56 mm                                  | 56 mm                                  |
| Cilinderinhoud         | 123,2 cc                          | 123,2 cc                          | 123,2 cc                          | 123,5 cc                          | 123,5 cc                               | 123,5 cc                               | 123,5 cc                               | 123,5 cc                               | 123,5 cc                               | 123,5 cc                               | 123,5 cc                               |
| Compressieverhouding   | onbekend                          | onbekend                          | onbekend                          | onbekend                          | onbekend                               | onbekend                               | onbekend                               | onbekend                               | onbekend                               | onbekend                               | 11:1                                   |
| Smeersysteem           | Dry-sumpsysteem                   | Dry-sumpsysteem                   | Dry-sumpsysteem                   | Dry-sumpsysteem                   | Dry-sumpsysteem                        | Dry-sumpsysteem                        | Dry-sumpsysteem                        | Dry-sumpsysteem                        | Dry-sumpsysteem                        | Dry-sumpsysteem                        | Dry-sumpsysteem                        |
| Max. Vermogen          | 8,8 kW/12 pk bij 12.000 tpm       | onbekend                          | 11 kW/15 pk bij 10.800 tpm        | onbekend                          | onbekend                               | onbekend                               | 13,6 kW/18,5 pk bij 12.000 tpm         | onbekend                               | onbekend                               | onbekend                               | 14,7 kW/20 pk bij 12.000 tpm           |
| Topsnelheid            | onbekend                          | onbekend                          | 140 km/h                          | onbekend                          | onbekend                               | onbekend                               | 190 km/h                               | onbekend                               | onbekend                               | onbekend                               | >200 km/h                              |
| Primaire aandrijving   | tandwielen                        | tandwielen                        | tandwielen                        | tandwielen                        | tandwielen                             | tandwielen                             | tandwielen                             | tandwielen                             | tandwielen                             | tandwielen                             | tandwielen                             |
| koppeling              | Meervoudige droge platenkoppeling | Meervoudige droge platenkoppeling | Meervoudige droge platenkoppeling | Meervoudige droge platenkoppeling | Meervoudige droge platenkoppeling      | Meervoudige droge platenkoppeling      | Meervoudige droge platenkoppeling      | Meervoudige droge platenkoppeling      | Meervoudige droge platenkoppeling      | Meervoudige droge platenkoppeling      | Meervoudige droge platenkoppeling      |
| versnellingen          | 4                                 | onbekend                          | onbekend                          | onbekend                          | onbekend                               | 7                                      | 7                                      | 7                                      | 7                                      | 7                                      | 7                                      |
| Secundaire aandrijving | ketting                           | ketting                           | ketting                           | ketting                           | ketting                                | ketting                                | ketting                                | ketting                                | ketting                                | ketting                                | ketting                                |
| Rijwielgedeelte        | dubbel wiegframe, buisframe       | dubbel wiegframe, buisframe       | dubbel wiegframe, buisframe       | dubbel wiegframe, buisframe       | dubbel wiegframe, buisframe            | dubbel wiegframe, buisframe            | dubbel wiegframe, buisframe            | dubbel wiegframe, buisframe            | dubbel wiegframe, buisframe            | dubbel wiegframe, buisframe            | dubbel wiegframe, buisframe            |
| Voorvork               | parallellogramvork                | parallellogramvork                | schommelvork of telescoopvork     | schommelvork of telescoopvork     | schommelvork of telescoopvork          | telescoopvork                          | telescoopvork                          | telescoopvork                          | telescoopvork                          | telescoopvork                          | telescoopvork                          |
| Achtervork             | swingarm met frictiedempers       | onbekend                          | onbekend                          | onbekend                          | swingarm met hydraulische schokdempers | swingarm met hydraulische schokdempers | swingarm met hydraulische schokdempers | swingarm met hydraulische schokdempers | swingarm met hydraulische schokdempers | swingarm met hydraulische schokdempers | swingarm met hydraulische schokdempers |
| Remmen                 | trommelremmen                     | trommelremmen                     | trommelremmen                     | trommelremmen                     | trommelremmen                          | trommelremmen                          | trommelremmen                          | trommelremmen                          | trommelremmen                          | trommelremmen                          | trommelremmen                          |
| Drooggewicht           | onbekend                          | onbekend                          | 76 kg                             | onbekend                          | onbekend                               | onbekend                               | 80 kg                                  | 80 kg                                  | 80 kg                                  | 80 kg                                  | 80 kg                                  |
| Voorganger             | geen                              | geen                              | geen                              | geen                              | geen                                   | geen                                   | geen                                   | geen                                   | geen                                   | geen                                   | geen                                   |
| Opvolger               | geen                              | geen                              | geen                              | geen                              | geen                                   | geen                                   | geen                                   | geen                                   | geen                                   | geen                                   | geen                                   |